# Донбас-2 (хокейний клуб)
Хокейний клуб Донбас-2 — український клуб професійної хокейної ліги, що базувався в Донецьку. Клуб був одним із членів-засновників Професійної хокейної ліги України, вигравши перші два чемпіонати ліги. Команда бере назву від географічного розташування в самому серці Донецького басейну (Донбас). "Донбас-2" входив до складу ХК "Донбас" Континентальної хокейної ліги (КХЛ), перш ніж його замінили команди фарм-клуби "Білий Барс" у ФЛЛ та "Молода Гвардія" в Малій хокейній лізі.

## Історія франшизи
"Донбас-2" був створений після розколу ХК "Донбас" після вступу до російської Вищої хокейної ліги (ВХЛ) та створення Професійної хокейної ліги України. У своєму першому сезоні "Донбас-2" виступав як фарм-клуб команди "Донбас", фінішувавши на 2-му місці в інавгураційному регулярному сезоні ФЛЛ, і захопив національний чемпіонат у плей-офф, перемігши у фіналі київський "Сокіл" за допомогою Олександра Матерухіна та Степан Горячевських з батьківського клубу; який також переміг "Сокіл" за національний титул у попередньому сезоні. Після оголошення ХК "Донбас" про приєднання до Континентальної хокейної ліги власник команди та президент Борис Колесніков заявив, що "Донбас-2" і надалі діятиме як фарм-клуб команди КХЛ. Більше того, команда зробить акцент на розвитку молодших хокеїстів, обмежуючи список учасників віком до 25 років, зосереджуючи увагу на віках від 17 до 21 року.
Команда була розпущена 2013 році після другого чемпіонату PHL у перемозі проти HC Kompanion-Naftogaz. Білий Барс взяв на себе роль "Донбасу-2" як фарм-клуб команди в PHL, тоді як "Молода Гвардія" виступала в ролі молодшого члена ХК "Донбас" у МХЛ.

## Логотип
Сучасний логотип Донбасу на видному місці має два терикони, що представляють міцні зв’язки міста зі сталеливарною та вугільною промисловістю. Білий напис призначений символізувати "порожню сторінку".

Поточний логотип, 2011– сьогодні

## Командні нагороди
- Чемпіонат України з хокею
  -  Переможці (2): 2012, 2013

## Гравці

### Капітани команд
- Артем Бондарєв, 2011–2012
- Віталій Анікєєв, 2012–2013

## Головні тренери
- Сергій Петров, 2011
- Алєг Мікульчик, 2011–2013